# Plecia insolita
Plecia insolita är en tvåvingeart som beskrevs av Hardy 1952. Plecia insolita ingår i släktet Plecia och familjen hårmyggor. Inga underarter finns listade i Catalogue of Life.